# Neukloster
Neukloster est une ville allemande de l'arrondissement du Mecklembourg-du-Nord-Ouest dans l'État de Mecklembourg-Poméranie-Occidentale.

## Géographie
Neukloster est située au bord du lac Neuklostersee, à environ 45 km de Rostock et à 20 km de Wismar.